# Lebetain
Lebetain est une commune française située dans le département du Territoire de Belfort, la région culturelle et historique de Franche-Comté et la région administrative Bourgogne-Franche-Comté. 
Elle fait partie du canton de Delle. Ses habitants sont appelés les Lebetinois.

## Géographie
Le village est construit sur un plateau calcaire jurassique qui prolonge vers le nord la chaîne du Lomont. Lebetain est traversé par un petit ruisseau La Batte qui a peut-être donné son nom au village, si ce n'est le contraire. Le ruisseau se jette dans l'Allaine, à Delle. Le territoire du village (485 ha) est bordé à l'est par la frontière avec la Suisse. En 1803 la population était de 195 habitants ; elle en regroupait 406 au recensement de 1999, augmentation due pour beaucoup à l'industrialisation de Delle, située à trois kilomètres seulement.

### Climat
Pour des articles plus généraux, voir Climat de la Bourgogne-Franche-Comté et Climat du Territoire de Belfort.
En 2010, le climat de la commune est de type climat de montagne, selon une étude du Centre national de la recherche scientifique s'appuyant sur une série de données couvrant la période 1971-2000. En 2020, Météo-France publie une typologie des climats de la France métropolitaine dans laquelle la commune est dans une zone de transition entre le climat semi-continental et le climat de montagne et est dans la région climatique  Vosges, caractérisée par une pluviométrie très élevée (1 500 à 2 000 mm/an) en toutes saisons et un hiver rude (moins de 1 °C). 
Pour la période 1971-2000, la température annuelle moyenne est de 9,4 °C, avec une amplitude thermique annuelle de 17,4 °C. Le cumul annuel moyen de précipitations est de 1 151 mm, avec 12,4 jours de précipitations en janvier et 10,7 jours en juillet. Pour la période 1991-2020, la température moyenne annuelle observée sur la station météorologique de Météo-France la plus proche, « Saint-Dizier-l'Évêque_sapc », sur la commune de Saint-Dizier-l'Évêque à 2 km à vol d'oiseau, est de 10,1 °C et le cumul annuel moyen de précipitations est de 1 099,4 mm. 
La température maximale relevée sur cette station est de 37 °C, atteinte le 13 août 2003 ; la température minimale est de −17,4 °C, atteinte le 20 décembre 2009,,. 
Les paramètres climatiques de la commune ont été estimés pour le milieu du siècle (2041-2070) selon différents scénarios d'émission de gaz à effet de serre à partir des nouvelles projections climatiques de référence DRIAS-2020. Ils sont consultables sur un site dédié publié par Météo-France en novembre 2022.

## Urbanisme

### Typologie
Au 1er janvier 2024, Lebetain est catégorisée commune rurale à habitat dispersé, selon la nouvelle grille communale de densité à sept niveaux définie par l'Insee en 2022.
Elle est située hors unité urbaine. Par ailleurs la commune fait partie de l'aire d'attraction de Delle (partie française), dont elle est une commune de la couronne,. Cette aire, qui regroupe 8 communes, est catégorisée dans les aires de moins de 50 000 habitants,.

### Occupation des sols
L'occupation des sols de la commune, telle qu'elle ressort de la base de données européenne d’occupation biophysique des sols Corine Land Cover (CLC), est marquée par l'importance des forêts et milieux semi-naturels (54,9 % en 2018), une proportion sensiblement équivalente à celle de 1990 (54,8 %). La répartition détaillée en 2018 est la suivante : 
forêts (54,9 %), terres arables (39,1 %), zones urbanisées (5,5 %), prairies (0,5 %). L'évolution de l’occupation des sols de la commune et de ses infrastructures peut être observée sur les différentes représentations cartographiques du territoire : la carte de Cassini (XVIIIe siècle), la carte d'état-major (1820-1866) et les cartes ou photos aériennes de l'IGN pour la période actuelle (1950 à aujourd'hui).

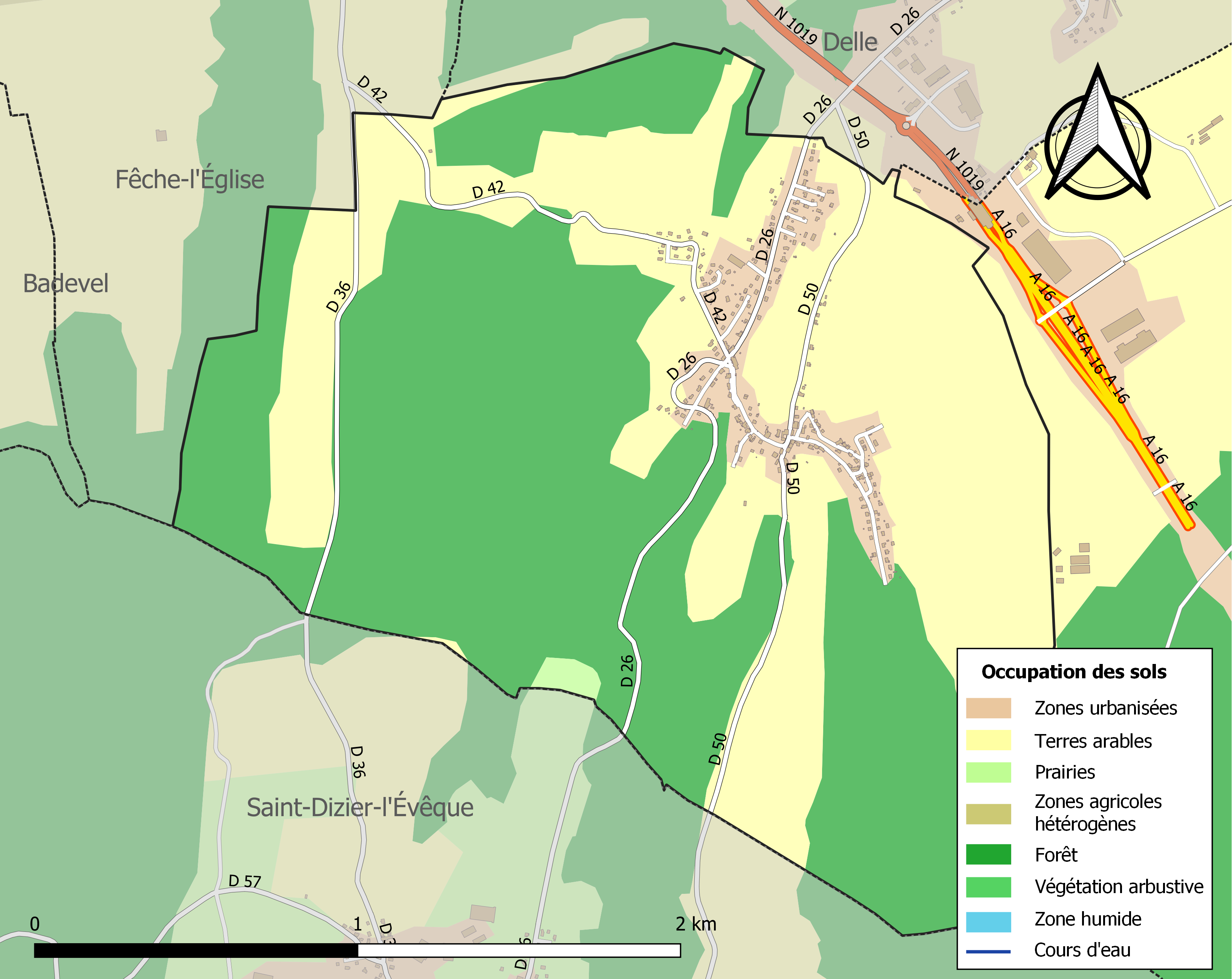
Carte des infrastructures et de l'occupation des sols de la commune en 2018 (CLC).

## Toponymie
- Libeten (1150), Liebtal (1303), Lieptan et Lebetain (1331), Liebenthal (1366), Liebetal et Liebental (1394), Laibetain (1426), Le Batain (1775), Elbetin (1782), Le Betain (1793).
- En allemand : Liebenthal[13].

## Histoire
L'histoire de Lebetain est étroitement associée à celle de Delle et de Saint-Dizier-l'Évêque. Le village est cité pour la première fois en 1150 sous le nom de Libeten, bien que le site ait été habité longtemps auparavant. Par la suite les documents rédigés en allemand mentionnent aussi Liebthal (Tal signifiant vallée en allemand). Les habitants de Lebetain ont été paroissiens de Saint-Dizier jusqu'à la construction de l'église Saint-Gérard en 1959. Le 1er octobre 1972, Joncherey, Delle et Lebetain avaient fusionné mais l'association n'a duré que quelques années, la population de chacune des communes rattachées à Delle ayant souhaité retrouver son indépendance.
Sur la photo sont rassemblés quelques témoins de l'histoire du village :
- calvaire 1628 ;
- lavoir 1852 ;
- église Saint-Gérard 1959 ;
- fontaine 1760.

## Héraldique
|  | Les armes de la commune se blasonnent ainsi : De sinople au cœur d'or. |

## Politique et administration

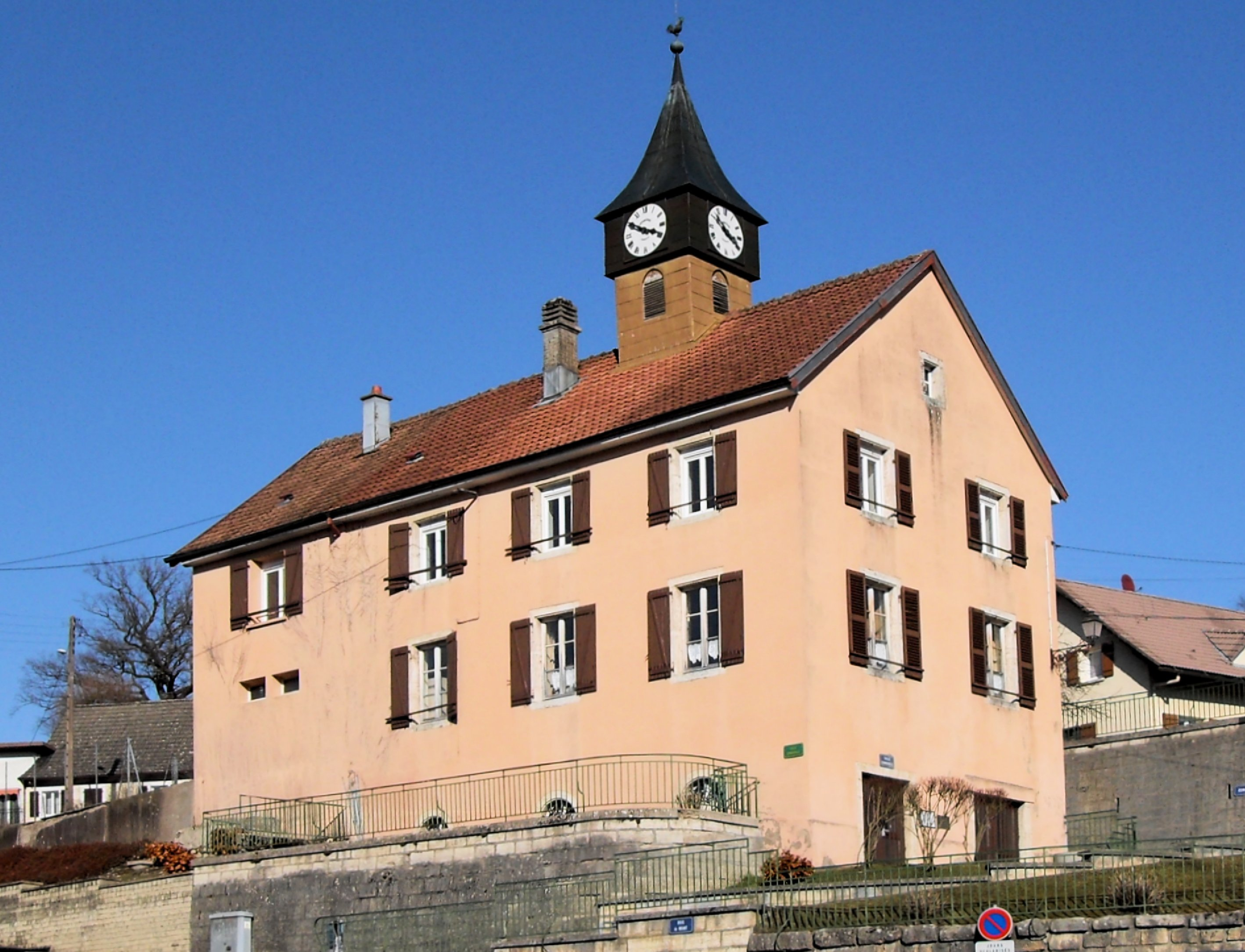
La mairie-école.

| Période                                  | Période   | Identité            | Étiquette | Qualité |
| ---------------------------------------- | --------- | ------------------- | --------- | ------- |
| Les données manquantes sont à compléter. |           |                     |           |         |
| avant 1995                               | ?         | René Hartmann       |           |         |
| mars 2001                                | mars 2008 | Mario Piffer        |           |         |
| mars 2008                                | En cours  | Jean-Jacques Duprez |           |         |

## Population et société

### Démographie
L'évolution du nombre d'habitants est connue à travers les recensements de la population effectués dans la commune depuis 1793. Pour les communes de moins de 10 000 habitants, une enquête de recensement portant sur toute la population est réalisée tous les cinq ans, les populations de référence des années intermédiaires étant quant à elles estimées par interpolation ou extrapolation. Pour la commune, le premier recensement exhaustif entrant dans le cadre du nouveau dispositif a été réalisé en 2007.

En 2022, la commune comptait 419 habitants, en évolution de −2,1 % par rapport à 2016 (Territoire de Belfort : −2,78 %, France hors Mayotte : +2,11 %).
| 1793 | 1800 | 1806 | 1821 | 1831 | 1836 | 1841 | 1846 | 1851 |
| ---- | ---- | ---- | ---- | ---- | ---- | ---- | ---- | ---- |
| 198  | 202  | 193  | 222  | 284  | 316  | 325  | 349  | 351  |

| 1856 | 1861 | 1866 | 1872 | 1876 | 1881 | 1886 | 1891 | 1896 |
| ---- | ---- | ---- | ---- | ---- | ---- | ---- | ---- | ---- |
| 337  | 339  | 327  | 318  | 293  | 274  | 282  | 267  | 280  |

| 1901 | 1906 | 1911 | 1921 | 1926 | 1931 | 1936 | 1946 | 1954 |
| ---- | ---- | ---- | ---- | ---- | ---- | ---- | ---- | ---- |
| 290  | 278  | 261  | 236  | 260  | 228  | 231  | 240  | 261  |

| 1962 | 1968 | 1982 | 1990 | 1999 | 2006 | 2007 | 2012 | 2017 |
| ---- | ---- | ---- | ---- | ---- | ---- | ---- | ---- | ---- |
| 322  | 306  | 392  | 419  | 393  | 448  | 456  | 445  | 421  |

| 2022 | - | - | - | - | - | - | - | - |
| ---- | - | - | - | - | - | - | - | - |
| 419  | - | - | - | - | - | - | - | - |

En 1975, la commune est fusionnée avec Delle.

## Lieux et monuments

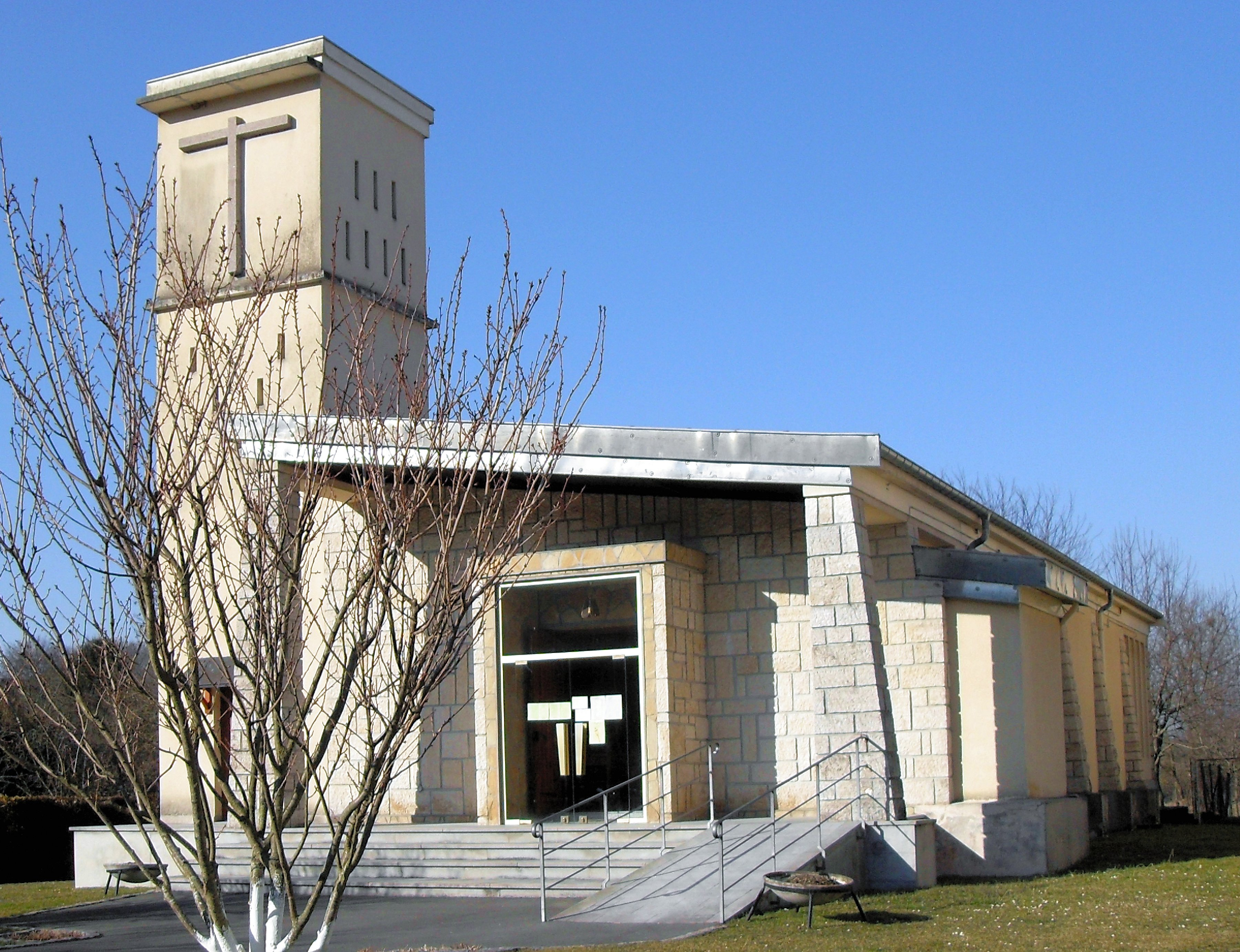
L'église Saint-Gérard.

## Pour approfondir